# Atletica leggera ai Giochi della III Olimpiade - Getto del peso
La gara del getto del peso dei Giochi della III Olimpiade si tenne il 31 agosto 1904 al Francis Field della Washington University di Saint Louis.

## L'eccellenza mondiale
Del lotto dei migliori al mondo nella specialità manca l'irlandese Dennis Horgan, che ha un personale di 14,757 metri.

## La gara
Il 14 maggio uno sconosciuto diciannovenne ha lanciato a 14,81 metri, stabilendo il nuovo record nazionale. Ralph Rose è alto 1,98 per 107 kg. Il giovane atleta non ha mai partecipato a competizioni importanti, quindi a Saint Louis non è il favorito. Ha buone possibilità di vittoria Wesley Coe che, il 4 luglio a Boston, ha eguagliato la sua misura: 14,81.

Al primo turno Rose è subito in testa con 14,325 contro i 14,01 di Coe. Nessuno si migliora nei due lanci successivi. Al primo turno di finale (il quarto turno diremmo oggi), Rose incrementa il proprio vantaggio con 14,35, ma Coe risponde con 14,40 balzando in testa. La reazione del diciannovenne è immediata: al turno successivo scaglia la palla di ferro a 14,81, eguagliando il proprio record americano e stabilendo il nuovo record olimpico.

## Risultati

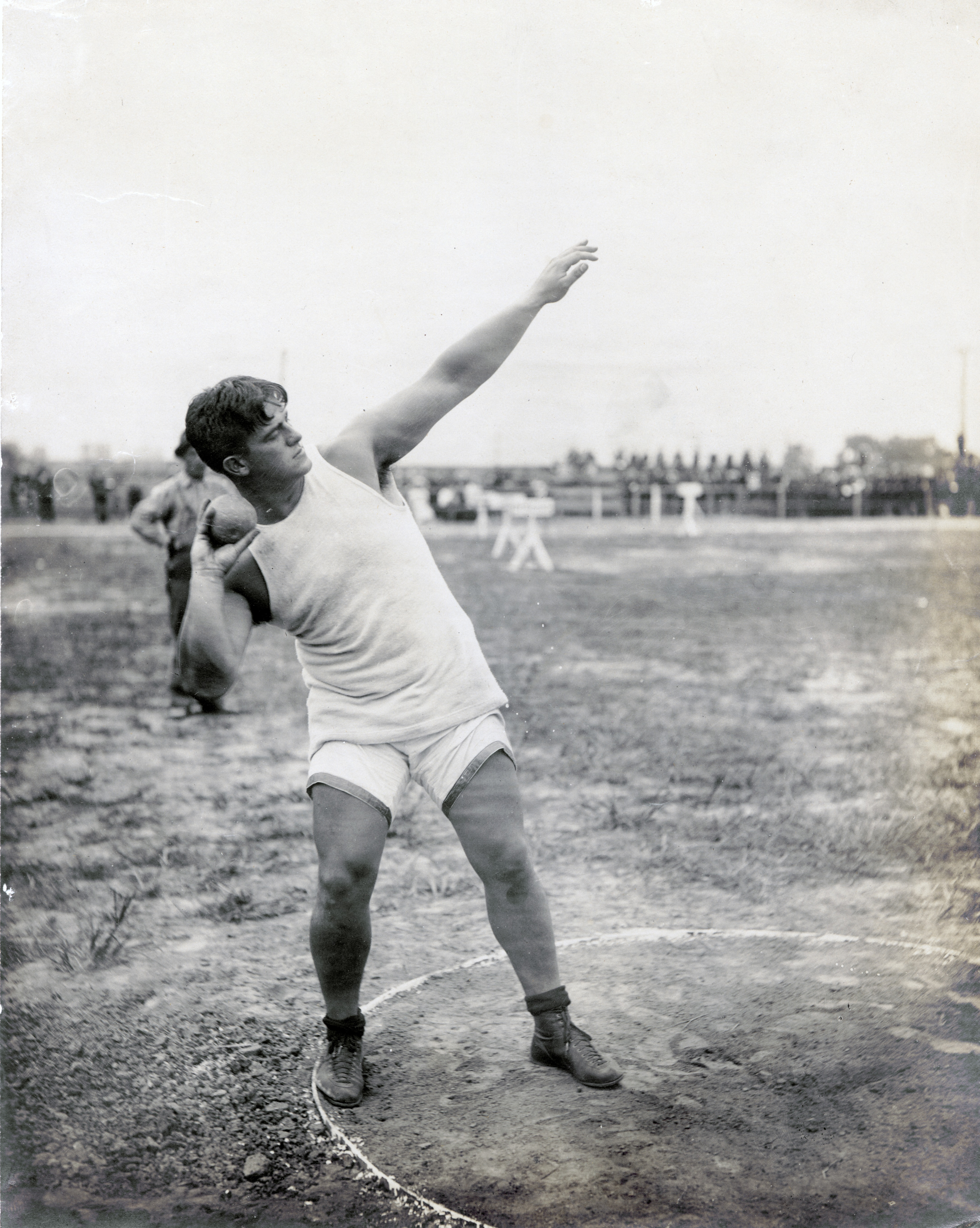
Un atleta impegnato in un lancio.

| Pos.    | Atleta              | Nazione     | Età | Misura  |
| ------- | ------------------- | ----------- | --- | ------- |
| Oro     | Ralph Rose          | Stati Uniti | 19  | 14,81 = |
| Argento | Wesley Coe          | Stati Uniti | 25  | 14,40   |
| Bronzo  | Lawrence Feuerbach  | Stati Uniti | 25  | 13,37   |
| 4       | Martin Sheridan     | Stati Uniti | 23  | 12,39   |
| 5       | Charles Chadwick    | Stati Uniti | 30  | n/d     |
| 6       | Albert Johnson      | Stati Uniti | 26  | n/d     |
| 7       | Jack Guiney         | Stati Uniti |     | n/d     |
| -       | Nikolaos Georgantas | Grecia      | 24  | dq      |